# Galloanserae
De Galloanserae zijn een superorde van vogels in de infraklasse Neognathae van de onderklasse Neornithes. De superorde Galloanserae bevat de orde van de eendachtigen en de hoenderachtigen.

Uit anatomisch en moleculair onderzoek bleek dat de orde van de hoenderachtigen en die van de eendachtigen (eenden, ganzen en zwanen) in hun evolutionaire ontwikkeling zeer verwant zijn. Zij hebben één gemeenschappelijke voorouder en vormen dus een clade. Dit blijkt verder uit recent moleculair/genetisch onderzoek. Asteriornis uit de formatie van Maastricht staat dicht bij deze gemeenschappelijke voorouder.

## Overeenkomsten
Hier zijn een aantal kenmerken waaruit de verwantschap tussen de hoendervogels en de eendachtigen blijkt:
- Beide groepen maken grote legsels van vijf tot tien eieren. Voor vogels van dit formaat is dat opvallend.
- Veel vogels zijn monogaam. Bij de hoenders en de eenden daarentegen (maar niet bij zwanen en ganzen) vinden we opvallend veel polygamie. Vooral bij grondeleenden is dit in sterke mate het geval. Daar vormen mannetjeseenden soms een soort bende die zich "schuldig" maakt aan "groepsverkrachtigen". Kippen leven in een harem onder leiding van een haan.
- De soorten onderling zijn opvallend gemakkelijk kruisbaar. Tussen diverse soorten hoendervogels bestaan tal van hybriden. Hetzelfde geldt voor de eendachtigen. Berucht is de vorming in het wild van hybriden tussen vrouwtjes van bedreigde soort witkopeend met mannetjes van de rosse stekelstaart, een exoot uit Amerika.
- Zowel bij hoendervogels als bij eendachtigen zijn de kuikens onmiddellijk na het uitbroeden actief en kunnen zelf voedsel zoeken. Jonge eendjes kunnen zwemmen en duiken. Bij een bepaalde groep hoendervogels, de grootpoothoenders, groeien de jongen op zonder enige hulp van de ouders, wat uniek is voor vogels.

## Taxonomie
Ordes die behoren tot deze superorde
- Anseriformes (eendvogels)
- Galliformes (hoendervogels)

Mogelijk behoort deze uitgestorven familie ertoe:
- Gastornithiformes †

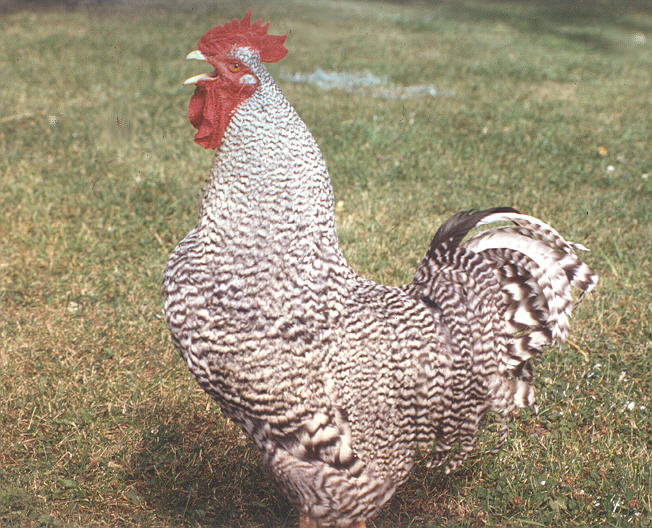
Plymouth Rock